# Holcocephala deltoidea
Holcocephala deltoidea är en tvåvingeart som först beskrevs av Luigi Bellardi 1861.  Holcocephala deltoidea ingår i släktet Holcocephala och familjen rovflugor. Inga underarter finns listade i Catalogue of Life.